# Clase Los Angeles
La clase Los Angeles, conocida también como clase 688, es una serie de submarinos nucleares de ataque de la Armada de los Estados Unidos. Se construyeron 62 unidades entre los años 1972 y 1996, la primera de las cuales fue el USS Los Angeles (SSN-688), que entró en servicio el 13 de noviembre de 1976 y dio nombre a la clase. Han constituido la espina dorsal de la flota de submarinos de ataque de la US Navy durante los últimos cuarenta años y son la clase de submarinos nucleares más numerosa jamás construida por cualquier nación.

## Historia

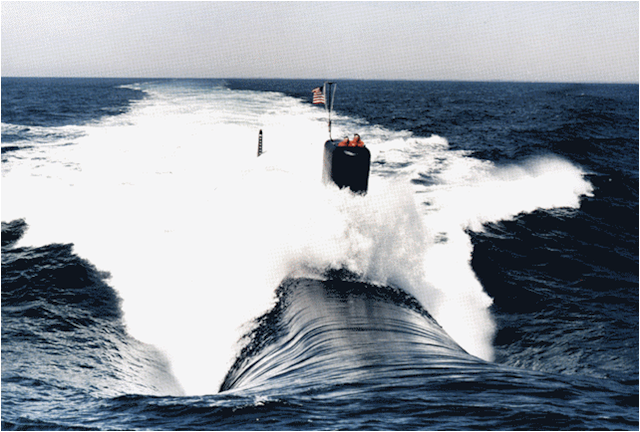
Un Los Angeles navegando en superficie a plena potencia.

Diseñados para sustituir a los submarinos de la clase Sturgeon en las etapas finales de la guerra fría, los «688» debían desempeñar labores de guerra antisubmarina (ASW) para defender y proteger a los portaaviones estadounidenses y sus grupos de batalla en caso de guerra, así como misiones de guerra antisuperficie (ASUW) contra buques del bloque soviético. Otra de las misiones principales de estos submarinos fue la de monitorizar los movimientos de los submarinos estratégicos soviéticos (SSBN), para poder destruirlos antes de que disparasen sus misiles en caso de guerra nuclear.

Los contratos de construcción de los 62 submarinos de la clase Los Angeles fueron adjudicados al astillero de Newport News (Virginia) y al astillero «General Dynamics Electric Boat», de Groton, las entregas comenzaron en 1974 con el USS Los Angeles (SSN-688) y terminaron en 1996 con la del USS Cheyenne (SSN-773).

## Antecedentes

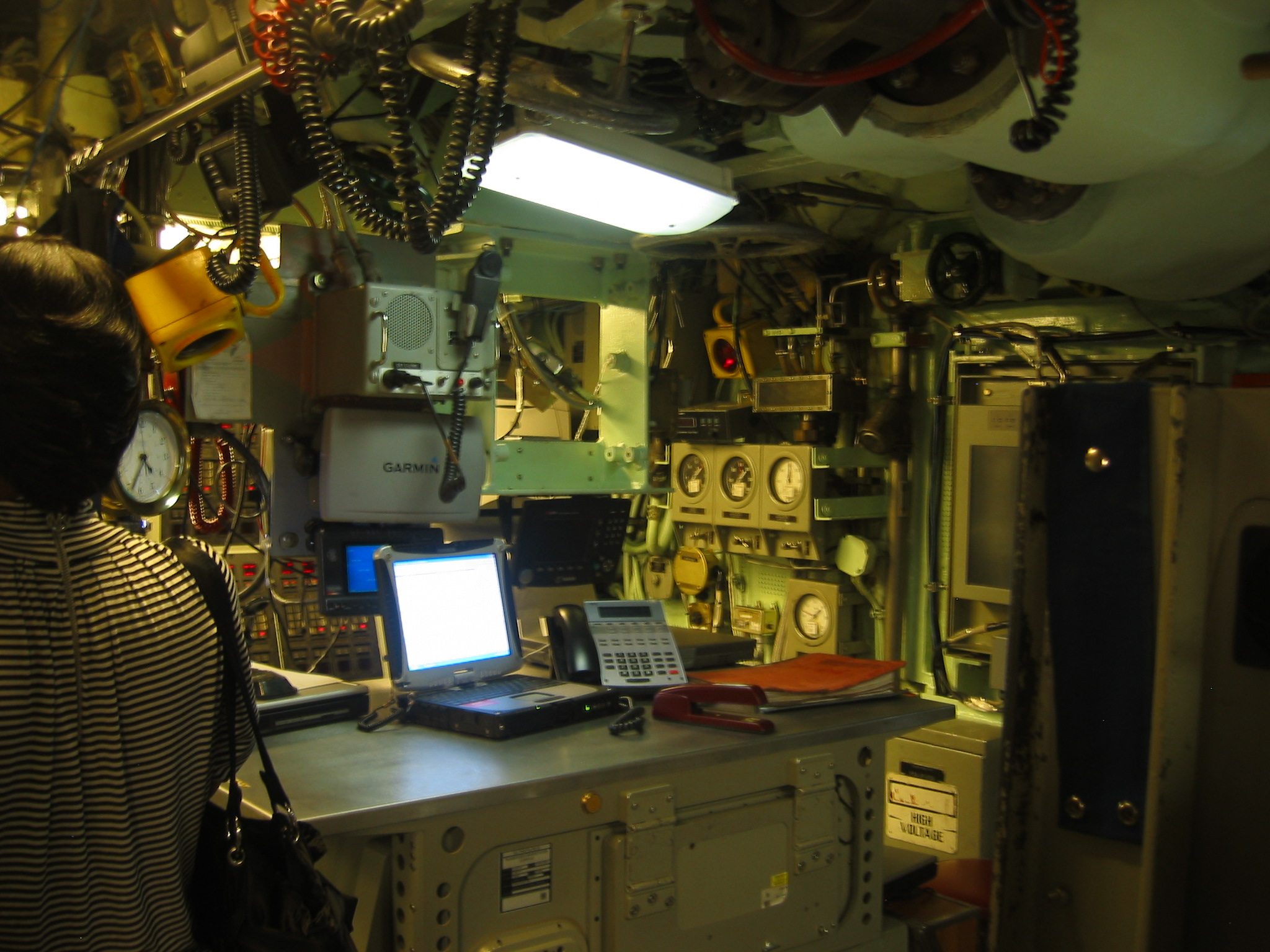
El extremo de popa de la sala de control del USS Jefferson City (SSN-759) en junio de 2009

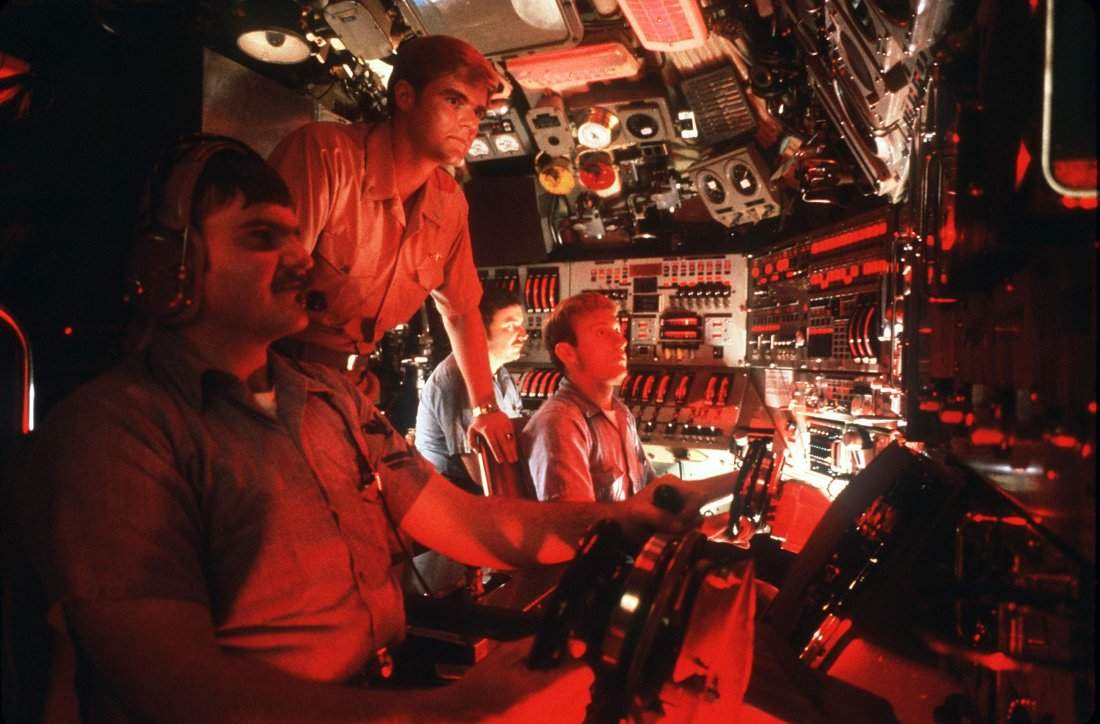
Los tripulantes monitorean las consolas en la estación de buceo a bordo de un submarino de clase Los Angeles.

Durante la Guerra Fría hubo una competencia implacable entre EE.UU y la URSS. La competencia se extendió hasta los océanos y ambas partes se esforzaron por construir submarinos más silenciosos, más poderosos y de mayor inmersión. 
La segunda generación de submarinos nucleares de ataque de la US Navy empezaba a perder ventaja frente a los nuevos submarinos rusos de acuerdo a los informes de inteligencia. La US Navy empezaba a sentir la necesidad de contar con nuevos submarinos y tenía tres programas en paralelo para dotarse con esa nueva clase de submarinos de tercera generación con mejores prestaciones (mayor velocidad, más silenciosos, más capacidad de inmersión  y con mejores sensores). Cuando en enero de 1968 un submarino ruso clase Noviembre fue detectado siguiendo a un portaaviones americano a unos 30 nudos en inmersión este incidente fue llevado al congreso para obtener los fondos necesarios, ya que en aquel momento debido a los enormes gastos de la guerra en Vietnam el Pentágono tenía muy difícil la aprobación de nuevos programas.
El miedo a que los submarinos rusos pudieran seguir a los grupos de combate y dejar fuera de combate a los portaaviones americanos empleando torpedos nucleares logró convencer al congreso para que aprobara los fondos necesarios para que un programa tan caro se llevara a cabo.

### USS Narwhal
Como parte de la carrera armamentística la Armada de EE. UU. construyó el USS Narwhal (SSN-671). Era un banco de pruebas para probar nuevas tecnologías.
Se encargó el Narwhal en 1966 y entró en servicio en julio de 1969. Su diseño se basó en los submarinos clase Sturgeon, y su fin era probar soluciones para futuros submarinos. Incorporó el nuevo reactor nuclear S5G, más potente que el S5W. El USS Narwhal, gracias al nuevo tipo de propulsión de convección natural del reactor S5G era el submarino más silencioso de la marina.

### Proyecto SSN-688
Este proyecto estaba patrocinado por el almirante Rickover. Para mejorar la velocidad de los submarinos se creó el reactor S6G, basado en un reactor empleado por buques de superficie. Al ser de mayor tamaño el reactor obligaba a aumentar las dimensiones del submarino, duplicando en desplazamiento a los submarinos Sturgeon. El diseño también adoptaba mejoras implementadas por la Royal Navy para reducir los niveles de ruido.
En cuanto a armamento y sensores el proyecto era mucho más conservador. Las mejoras que ofrecía el proyecto SSN-688 eran mayor velocidad y silencio, a costa de mayor tamaño y desplazamiento. Esto supuso pagar algunos peajes en cuanto a prestaciones.

### Proyecto CONFORM
La US Navy comenzó a planificar una nueva clase de submarinos nucleares de ataque en 1967. Se creó la Naval Sea Systems Command (NavSea), que comenzó a trabajar en un nuevo submarino que cubriera las necesidades futuras y diera ventaja frente a los avances soviéticos. El proyecto recibió el nombre de CONFORM, CONcept FORmulation, y se destinaron los mejores profesionales. Se fueron creando distintos diseños, analizando mejoras y avances, y así se llegaron a crear hasta 36 diseños distintos.
Este proyecto buscaba mejorar prestaciones mediante mejores sensores e innovaciones en el casco del submarino. En cuanto a reactor el diseño era menos innovador, empleando un reactor S5G que ofrecía menos potencia que el del proyecto de Rickover.
A pesar de la menor potencia del reactor y mediante el empleo de innovaciones en hélices, sensores, automatización, armas, diseño del casco, etc el CONFORM se estimaba que era un par de nudos más rápido que el SSN-688, con un desplazamiento similar a los Sturgeon (y por tanto se estimaba que más barato de producir) y ofrecía mejores prestaciones que el SSN-688.
Entre las características del diseño CONFORM estaba: 
- Disposición contra-rotativa de las hélices, dando más velocidad.
- Diseño mejorado de la sección de proa (aumento número de armas, sonar avanzado, alto grado de automatización).
- Uso de HY-100 para proporcionar una cota de inmersión máxima de 610 metros.
- Periscopios y mástiles que se abatían sobre el casco, en lugar de plegarse verticalmente, aumentando la resistencia del casco a la presión y mejorando la hidrodinámica y el nivel de ruido.
- Empleo de una versión mejorada del reactor S5G, reduciendo el nivel de ruidos.

### Decisión final

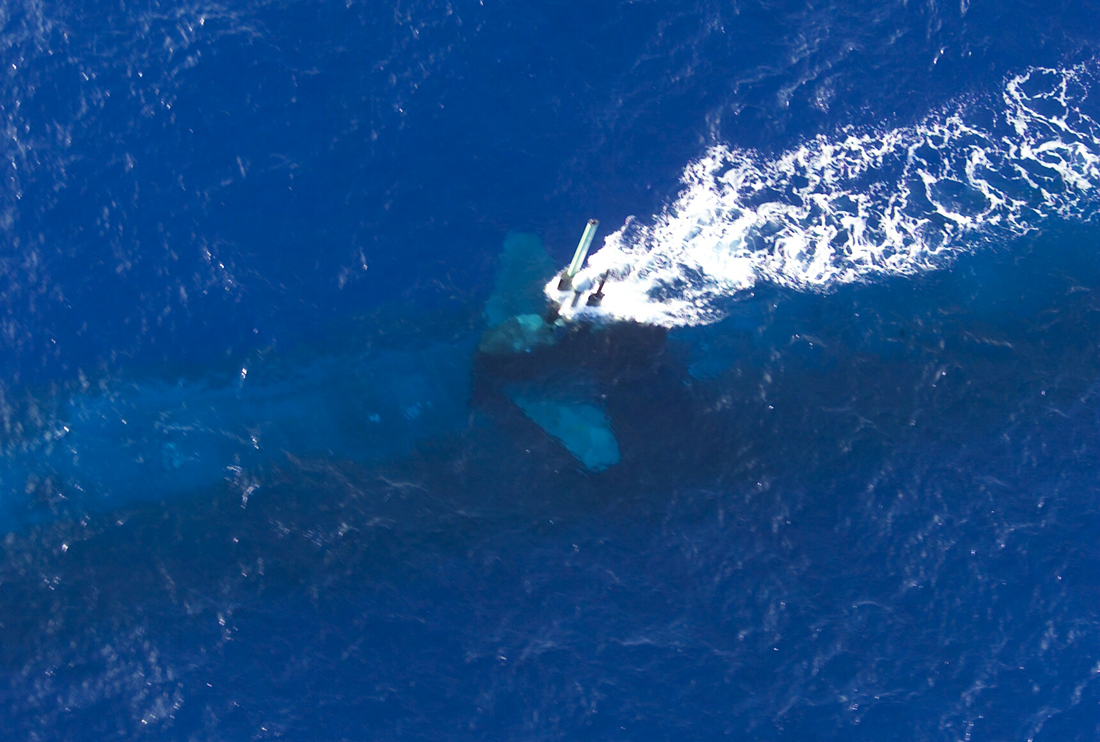
El USS Key West (SSN-722) sumergido a profundidad de periscopio frente a la costa de Honolulu, Hawái, en julio de 2004.

Los dos proyectos habían ido en paralelo y era difícil de explicar al Congreso la existencia de dos proyectos para cubrir una misma necesidad. Mediante maniobras en los pasillos del Congreso Rickover consiguió que este aprobara la compra del proyecto SSN-688. 
La US Navy prefería el diseño CONFORM, y cedió pensando que los SSN-688 serían una solución interina para contrarrestar a los submarinos rusos hasta que los clase CONFORM empezaran a producirse. Sin embargo al ser torpedeado el proyecto por Rickover los submarinos clase Los Angeles pasaron a ser la decisión definitiva.

## Diseño

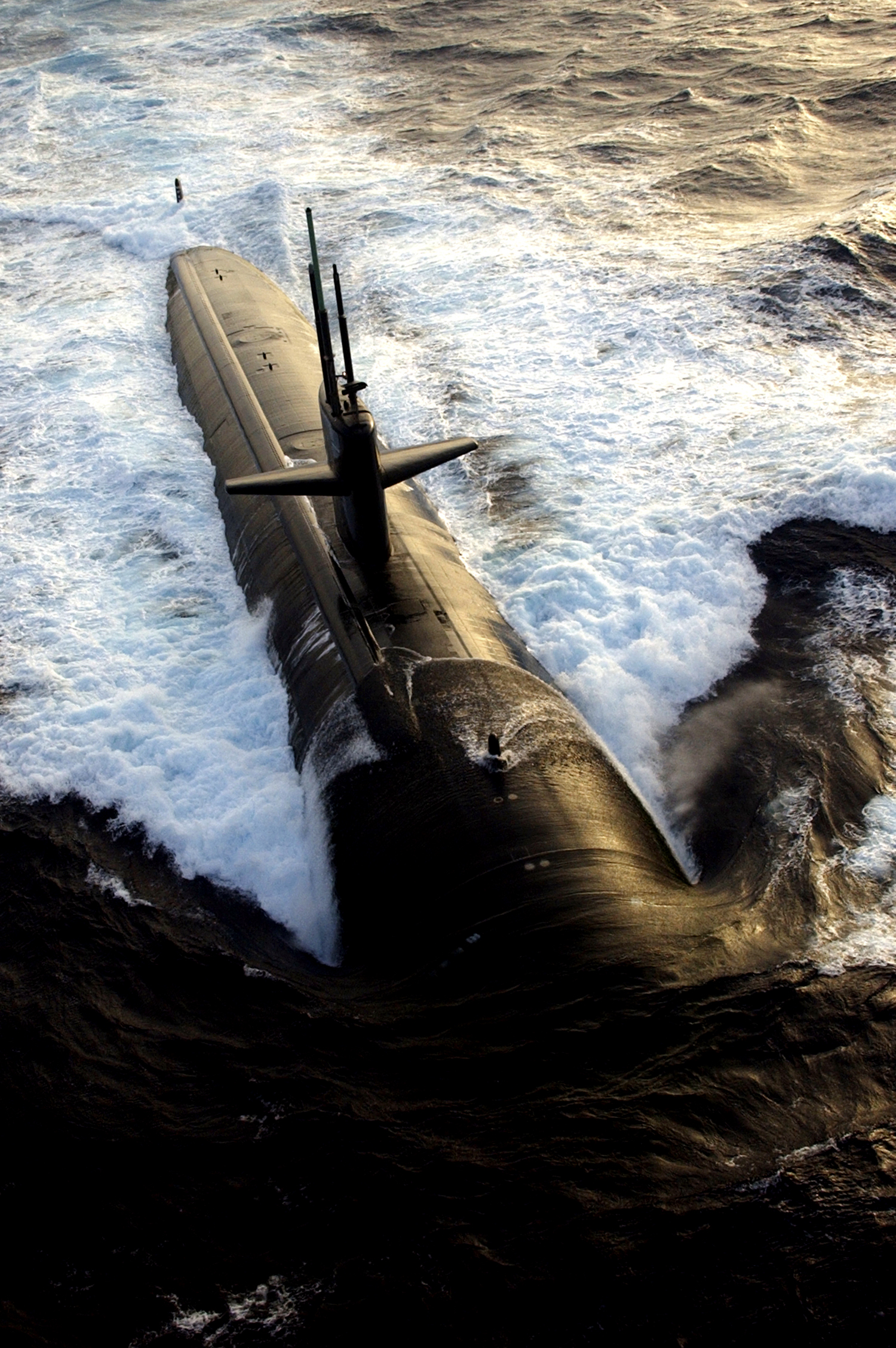
El USS Albuquerque durante las maniobras Majestic Eagle 2004.

Todos los submarinos de la clase Los Angeles están propulsados por un reactor tipo S6G de 165 MW térmicos que alimentan a dos turbinas que generan 35 000 hp, acopladas a una única hélice. Sus dimensiones son 110 m de eslora, 10 m de manga y 9,4 m de calado, sin contar la vela.

El USS Providence (SSN-719), botado en 1984, y todas las unidades que le siguieron, estaban equipados con una nueva versión del reactor S6G y 12 tubos verticales de lanzamiento para el misil de crucero BGM-109 Tomahawk y/o el misil antibuque Harpoon.

Los últimos 23 submarinos construidos, desde el USS San Juan (SSN-751) hasta el USS Cheyenne (SSN-773), se corresponden con una versión mejorada y más silenciosa que fue bautizada como «688i» y cuenta con un nuevo sistema de sónar y con la posibilidad de lanzar minas desde sus tubos lanzatorpedos. Diseñados específicamente para operar bajo el hielo ártico, estos últimos integrantes de la clase Los Angeles se distinguen con facilidad de los primeros «688» en que los planos de inmersión-emersión se han colocado en el casco, en lugar de en la vela.
Entre las cosas que no gustaron a la US Navy del diseño está que el mayor desplazamiento obligó a reemplazar el acero por uno de menor resistencia para aligerar peso, por lo tanto la cota máxima de inmersión era menor a la del resto de submarinos. En los primeros submarinos esto afectaba a la posibilidad de tender campos de minas y también suponía no poder operar bajo el hielo. Esto último era grave ya que los submarinos rusos SSBN empezaban a emplear la capa de hielo del ártico como protección frente a los submarinos americanos.
La siguiente serie de submarinos trabajó en mejorar las prestaciones y limar los problemas, convirtiéndose en uno de los mejores submarinos nucleares de ataque del mundo.

## Características
Los submarinos clase Los Angeles son rápidos, alcanzando una velocidad «oficial» de 25 nudos (unos 46 km/h) en inmersión. Sin embargo se cree que pueden alcanzar los 35 nudos (65 kilómetros por hora) bajo buenas condiciones. Se ha reconocido que el USS San Francisco (SSN-711) navegaba a 35 nudos cuando impactó con una montaña submarina en enero de 2005. Pueden sumergirse a más de 250 metros (800 pies) de profundidad y su sistema de propulsión nuclear les permite una autonomía prácticamente ilimitada.

Están armados con 25 torpedos, que se lanzan desde cuatro tubos situados en el combés del buque al estar toda la proa ocupada por el sistema de sónar. Las unidades más antiguas, aquellas que no disponen de tubos verticales de lanzamiento para misiles de crucero Tomahawk o antibuque Harpoon, fueron dadas de baja progresivamente.

## Historial operativo
La US Navy decidió que los submarinos de esta clase llevaran el nombre de ciudades de EE. UU., con la excepción del USS Hyman G. Rickover que fue bautizado así para honrar a quien tanto hizo por la propulsión nuclear . Se abandonó así la tradición de bautizar a los submarinos de ataque con nombre de animales marinos.

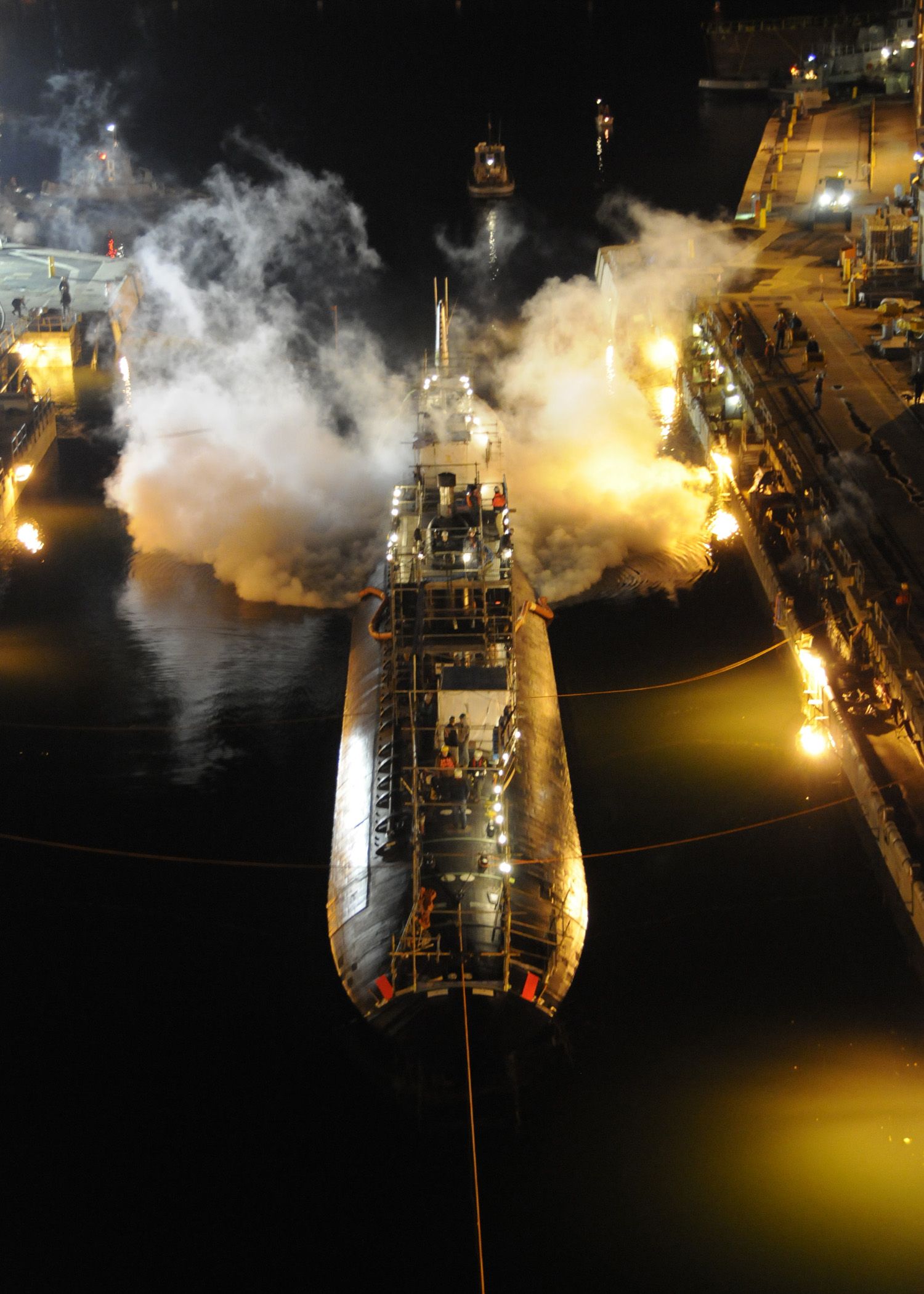
El USS Miami (SSN-755) sufrió un incendio provocado el 23 de mayo de 2012 por un empleado de un astillero. No fue viable económicamente su reparación y fue desguazado en 2014.

Los clase Los Angeles eran los submarinos de propulsión nuclear con mayor cantidad de unidades construidas en un mismo proyecto, 64 en total. Contaban con una elevada velocidad, movilidad, capacidad de ataque y sigilo comparable con las clases precedentes Skipjack, Permit y Stungeon. De este modo la US Navy logró unificar en un solo diseño todas las capacidades de esas diferentes clases. Durante su servicio, los  clase Los Angeles han demostrado ser buenas plataformas antisubmarinas. En 2022 todavía 26 submarinos de la clase Los Ángeles permanecían en servicio.
Los sistemas de escucha de los submarinos clase Los Angeles se fueron modernizando continuamente desde la puesta en marcha del proyecto en 1974. El sonar BQQ-5 estaba instalado en la proa en un contenedor de forma esférica, los sistemas de hidrófonos para cálculo de distancia eran 3 en un principio y luego se instalaron 2 más para aumentar la precisión, se encontraban a ambos lados del casco, uno sobre la vela y dos del tipo remolcados de baja frecuencia. El AN/BQQ-5 fue reemplazado por AN/BQQ-10 como parte de un programa de cuatro fases para transformar los sistemas de sonar submarinos existentes (AN/BSY-1, AN/BQQ-5 y AN/ BQQ-6) a una arquitectura más capaz y flexible y también tener así a la fuerza submarina equipada con un sistema de sonar común.
La escasez de espacio disponible para llevar una mayor dotación de armamento era un defecto común de todas los submarinos de la época. Como solución a partir de la unidad N.º 34 se instalaron 15 tubos de lanzamiento verticales para misiles de crucero en el espacio disponible entre el casco resistente y el montaje del sonar de proa. Posteriormente los tubos se redujeron a 12 para así incrementar la cantidad de minas antisubmarinas transportadas.
Los submarinos se construyeron en tres series o flight : SSN 688–718, SSN 719–750 y SSN 751–773. En 1982 y después de construir los 31 submarinos de la primera serie se comenzó con un pequeño rediseño. Los siguientes 8 submarinos tenían 12 nuevos tubos de lanzamiento vertical que podían disparar misiles Tomahawk. Los últimos 23 submarinos fueron la tercera serie, con una actualización significativa gracias al programa de mejora 688i. Estos son más silenciosos y su electrónica, sensores y tecnología de reducción de ruido son más avanzados. La configuración de los tubos lanzamisiles de la serie II difería. Tenía cuatro filas de tres tubos frente a las dos filas interiores de cuatro y las dos filas exteriores de dos tubos que se encuentran en la Serie III. Además en la serie III los planos de inmersión se colocaron en la proa en lugar de en la vela y son retráctiles. La Armada propuso al congreso otros cuatro barcos, pero luego se canceló.
Una de las principales misiónes de estos submarinos de ataque es la de ser cazadores de submarinos, principalmente submarinos lanzamisiles balísticos (SSBN). En la guerra fría era bastante habitual que los submarinos americanos acecharan cerca de los puertos de la URSS y trataran de situarse a popa para perseguir a un submarino soviético, aprovechando el ángulo muerto de su sonar producido por el ruido de sus hélices que imposibilitaba detectar al perseguidor. Un submarino soviético de clase Alpha I en su primera misión operativa logró evadir a un clase Los Angeles que lo seguía en aguas de Islandia. Es el único caso conocido en que los rusos se impusieron claramente. Las unidades de la clase Alpha I llegaban a superar ampliamente los 40 nudos, lo que se cree fue empleado en aquella ocasión. Los submarinos de ataque nucleares rusos eran en su mayoría muy veloces, pero ruidosos y menos fiables, por lo que los rusos debían recurrir a la astucia y buena suerte para lograr la paridad con los clase Los Angeles.
El año 2005 el USS San Francisco colisionó con una elevación del fondo del mar a unos 160 metros de profundidad a 670 kilómetros de Guam. Muchos tripulantes resultaron con serias y graves lesiones. Los daños fueron graves pero por suerte el reactor no sufrió daños en su sistema refrigerante y pudo mantenerse en funcionamiento, de este modo, y como el casco interno había soportado el impacto, la nave pudo emerger por sus propios medios.
De los 34 submarinos retirados para finales de 2022 algunos estuvieron en servicio casi 40 años. Pero 12 submarinos se retiraron a la mitad de su vida útil proyectada. Otros cinco se retiraron temprano (20 a 25 años de servicio), ya que por problemas de presupuesto se canceló el reabastecimiento de combustible del reactor. Uno se perdió durante la revisión debido a un incendio provocado. El USS Baton Rouge fue retirado del servicio como consecuencia de la costosa reparación necesaria para reparar los daños tras colisionar con el submarino ruso Kostromá. Todos los barcos retirados son desguazados cuidadosamente según el Programa de Reciclaje de Barcos y Submarinos. Dos submarinos, USS La Jolla y USS San Francisco, se han convertido en buques escuela amarrados.

## Unidades
Ver Anexo:Submarinos clase Los Angeles. Se construyeron 62 submarinos, de los cuales en diciembre de 2022 seguían activos 26, mientras que 34 se han retirado y 2 se han reconvertido en buques escuela amarrados para la Escuela de Energía Nuclear (Nuclear Power School).
El USS Miami fue incendiado intencionadamente el 23 de mayo de 2012 mientras se encontraba en el astillero para una revisión y fue dado de baja en el 2014.